# 이용수 (축구인)
이용수 (李容秀, 1959년 12월 27일 ~ )는 대한민국의 전 축구 선수로, 현재 대한축구협회 부회장이다.

## 생애
이용수는 대한민국 해병대 사병으로 복무하였다. 1983년 상업은행 축구단에 입단했다. 이후 이듬해인 1984년에 K리그 신생팀인 럭키금성 황소에 입단했다. 1984년 5월 12일 대우 로얄즈에서 2골을 득점했다. 그는 특히 2002년 월드컵 당시 기술위원장으로 활동하여 거스 히딩크 감독을 선임 및 보좌하여 2002 월드컵 4강 신화에 공헌하였다. 2014년 7월 황보관의 뒤를 이어 다시 기술위원장으로 선임되었다. 하지만 2017년 6월 14일 2018 월드컵 예선 성적 부진에 대한 책임을 지고 기술위원장직에서 사의를 표명했다.

## 축구계 은퇴 후 경력
1987 ~ 1990 : 미국 Oregon State University Department of Exercise & Science, Teaching Assistant 

1990 ~ 1993 : 한국체육과학연구원 체육학과 교수 

1993 ~ 현재 : 세종대학교 예체능대학 체육학과 교수 

1996 ~ 2014 : KBS 축구해설위원 

1997 ~ 1998 : 대한축구협회 기술위원 

2000 ~ 2002 : 대한축구협회 기술위원회 위원장 

2013 : 대한축구협회 미래전략기획단장 

2014.7 ~ 2017.6 : 대한축구협회 기술위원회 위원장 

홍명보 장학재단 이사 

대한축구협회 이사 

2016.12 ~ 2017 : 대한축구협회 부회장 

2023 ~ 현재 : TV조선 축구해설위원 

## 방송 출연
- 2010년 KBS 2TV 《남자의 자격》―2010년 남아공 월드컵 중계